# Katherine Waterston
Katherine Waterston (Westminster, London, Egyesült Királyság, 1980. március 3. –) brit-amerikai színésznő.
2007-ben debütált színésznőként a Michael Clayton című filmben. Mellékszerepeket kapott a 2012-es A robot és Frank és Mocsokváros utcáin, továbbá a 2013-as Egy szerelem történetében. A Beépített hiba (2014) hozta meg számára a színészi áttörést, ezt követően a Steve Jobs (2015), a Legendás állatok és megfigyelésük (2016), az Alien: Covenant (2017), a Logan Lucky – A tuti balhé (2017), A gördeszkások (2018) és a Legendás állatok: Grindelwald bűntettei (2018) című filmekben kapott fontosabb szerepeket. 

## Ifjúkora és családja
Katherine Waterston Lynn Louisa Woodruff modell és Sam Waterston színész leánya. Húga, Elizabeth Waterston szintén színésznő, öccse, Graham Waterson pedig filmrendező. Van egy féltestvérük is, James Waterston, aki színész.
Katherine a Loomis Chaffe Középiskolában végzett 1998-ban, majd a New York Egyetem Színművészeti és Médiatudományok Karán tanult.

## Színészi pályafutása
Katherine 2004-ben tűnt fel először a képernyőn az Americana című tévéfilmben. A 2007-es, George Clooney főszereplésével készült Michael Clayton című filmben is kapott egy kisebb szerepet. Szerepelt a Bébiszitterek és A robot és Frank című alkotásban is. 2012–2013-ban a  Boardwalk Empire – Gengszterkorzó című sorozat öt epizódjában is láthatták a nézők, mint Emma Harrow. 2014-ben megkapta a Beépített hiba és az Üvegállú című filmek főszerepeit. A Kísértő emlékek című filmben Virginia szerepében tűnt fel. A Steve Jobs-ról készült azonos című életrajzi filmben, 2015-ben Chrisann Brennant személyesítette meg.
2016-ban elérkezett számára a "kiugrási lehetőség": a  J.K. Rowling regényéből készült Legendás állatok és megfigyelésük című filmben megkapta az egyik főszerepet, Porpentina "Tina" Goldstein (ex)auror személyében, alakítása világszerte ismertté tette.
2017-ben Ridley Scott felkérte az Alien: Covenant (a 2012-es Prometheus folytatásának) női főszerepére, majd 2018-ban jött a Legendás állatok: Grindelwald bűntettei, ismét Tina Goldsteinként. A 2019-es Amundsen című életrajzi film egyik főszereplője is ő volt.

## Filmográfia

### Film
| Év   | Magyar cím                              | Eredeti cím                                 | Szerep                      | Magyar hang         |
| ---- | --------------------------------------- | ------------------------------------------- | --------------------------- | ------------------- |
| 2007 | Michael Clayton                         | Michael Clayton                             | harmadéves                  |                     |
| 2007 | Bébiszitterek                           | The Babysitters                             | Shirley Lyner               |                     |
| 2008 |                                         | Good Dick                                   | Katherine                   |                     |
| 2009 | Woodstock a kertemben                   | Taking Woodstock                            | Penny                       | Sallai Nóra         |
| 2011 |                                         | Almost in Love                              | Lulu                        |                     |
| 2011 |                                         | Enter Nowhere                               | Samantha                    |                     |
| 2012 | A robot és Frank                        | Robot & Frank                               | eladólány                   | Sipos Eszter Anna   |
| 2012 | Mocsokváros utcáin                      | Being Flynn                                 | Sarah                       |                     |
| 2012 |                                         | The Letter                                  | Julie                       |                     |
| 2012 |                                         | The Factory                                 | Lauren                      |                     |
| 2013 | Sötét húzások                           | Night Moves                                 | Anne                        |                     |
| 2013 | Egy szerelem története: A nő            | The Disappearance of Eleanor Rigby: Her     | Charlie                     |                     |
| 2014 |                                         | Are You Joking?                             | Lisa                        |                     |
| 2014 | Beépített hiba                          | Inherent Vice                               | Shasta Fay Hepworth         | Hay Anna            |
| 2014 | Üvegállú                                | Glass Chin                                  | Patricia Petals O'Neal      |                     |
| 2015 | A (sz)ex az oka mindennek               | Sleeping with Other People                  | Emma                        | Kiss Virág Magdolna |
| 2015 | Kísértő emlékek                         | Queen of Earth                              | Virginia                    |                     |
| 2015 | Steve Jobs                              | Steve Jobs                                  | Chrisann Brennan            | Balsai Móni         |
| 2015 |                                         | Manhattan Romance                           | Carla                       |                     |
| 2016 | Legendás állatok és megfigyelésük       | Fantastic Beasts and Where to Find Them     | Porpentina "Tina" Goldstein | Sipos Eszter Anna   |
| 2017 | Alien: Covenant                         | Alien: Covenant                             | Janet "Danny" Daniels       | Kovács Patrícia     |
| 2017 | Logan Lucky – A tuti balhé              | Logan Lucky                                 | Sylvia Harrison             | Sipos Eszter Anna   |
| 2017 | Feszültség                              | The Current War                             | Marguerite Westinghouse     |                     |
| 2018 |                                         | State Like Sleep                            | Katherine Grand             |                     |
| 2018 | A gördeszkások                          | Mid90s                                      | Dabney                      |                     |
| 2018 | Legendás állatok: Grindelwald bűntettei | Fantastic Beasts: The Crimes of Grindelwald | Porpentina "Tina" Goldstein | Sipos Eszter Anna   |
| 2019 | Amundsen                                | Amundsen                                    | Bess Magids                 | Sipos Eszter Anna   |
| 2020 | Az eljövendő világ                      | The World to Come                           | Abigail                     | Sipos Eszter Anna   |
| 2022 | Legendás állatok: Dumbledore titkai     | Fantastic Beasts: The Secrets of Dumbledore | Tina Goldstein              | Sipos Eszter Anna   |
| 2022 | Babylon                                 | Babylon                                     | Estelle                     | Sallai Nóra         |
| 2023 |                                         | Asphalt City                                | Nancy                       |                     |
| 2023 |                                         | The End We Start From                       | O                           |                     |
| 2024 | aMItől félsz                            | Afraid                                      | Meredith Pike               | Sipos Eszter Anna   |
| 2025 | A félelem utcája: A bálkirálynő         | Fear Street: Prom Queen                     | Nancy Falconer              | Balsai Móni         |

### Televízió
| Év        | Magyar cím                        | Eredeti cím      | Szerep       | Megjegyzések                                      |
| --------- | --------------------------------- | ---------------- | ------------ | ------------------------------------------------- |
| 2012–2013 | Boardwalk Empire – Gengszterkorzó | Boardwalk Empire | Emma Harrow  | 5 epizód                                          |
| 2020      | A harmadik nap                    | The Third Day    | Jess         | minisorozat (5 epizód)                            |
| 2023      | Perry Mason                       | Perry Mason      | Ginny Ames   | főszereplő                                        |
| 2023      | Utolsó befutók                    | Slow Horses      | Alison Dunn  | mellékszereplő                                    |
| 2024      | A franchise                       | The Franchise    | Quinn Walker | 1 epizód                                          |
| 2024–     | Az ügynökség                      | The Agency       | Naomi        | - főszereplő - magyar hangja: - Sipos Eszter Anna |

## Fordítás
- Ez a szócikk részben vagy egészben  a   Katherine Waterston című angol Wikipédia-szócikk fordításán alapul.  Az eredeti cikk szerkesztőit annak laptörténete sorolja fel. Ez a jelzés csupán a megfogalmazás eredetét és a szerzői jogokat jelzi, nem szolgál a cikkben szereplő információk forrásmegjelöléseként.